# 635. lahki topniški polk protiletalske obrambe (JLA)
Za druge 635. polke glejte 635. polk.
635. lahki topniški polk protiletalske obrambe je bil protiletalski polk v sestavi Jugoslovanske ljudske armade.
Enota je bila nastanjena v Sloveniji pred in med slovensko osamosvojitveno vojno.

## Organizacija
1991
- poveljstvo
- poveljniška baterija
- lahka topniška baterija 20/3 mm
- lahka topniška baterija 20/3 mm
- lahka topniška baterija 30/2 mm
- lahka topniška baterija 30/2 mm
- lahka topniška baterija 30/2 mm
- lahka topniška baterija 30/2 mm
- učna raketna baterija S-2M
- zaledna baterija